# Campionati europei di atletica leggera 1938 - Marcia 50 km
La marcia 50 km maschile ai campionati europei di atletica leggera 1938 si svolse il 4 settembre 1938.

## Podio
| Oro     | Harold Whitlock Gran Bretagna |
| Argento | Herbert Dill Germania         |
| Bronzo  | Edgar Bruun Norvegia          |

## Risultati
| Pos.    | Nome               | Nazionalità    | Tempo    | Note                  |
| ------- | ------------------ | -------------- | -------- | --------------------- |
| Oro     | Harold Whitlock    | Gran Bretagna  | 4h41'51" | Record dei campionati |
| Argento | Herbert Dill       | Germania       | 4'43'54" |                       |
| Bronzo  | Edgar Bruun        | Norvegia       | 4h44'35" |                       |
| 4       | Fritz Bleiweiss    | Germania       | 4h45'24" |                       |
| 5       | Antonio De Maestri | Italia         | 4h53'56" |                       |
| 6       | Evald Segerström   | Svezia         | 4h54'06" |                       |
| 7       | Giuseppe Gobbato   | Italia         | 4h56'20" |                       |
| 8       | Anton Toscani      | Paesi Bassi    | 4h58'36" |                       |
| 9       | Vasil Firea        | Romania        | 5h22'31" |                       |
|         | Jaroslav Štork     | Cecoslovacchia | dnf      |                       |
|         | Franck Bentley     | Gran Bretagna  | dnf      |                       |
|         | Sune Carlsson      | Svezia         | dnf      |                       |
|         | Jānis Daliņš       | Lettonia       | dnf      |                       |
|         | Thierry Mathot     | Belgio         | dnf      |                       |
|         | Louis Cambrai      | Francia        | dq       |                       |
|         | Pierre Bussières   | Francia        | dq       |                       |